# 清朝治藏歷史

1911年清朝行政区划（红色部分为西藏）

清朝治藏歷史指清朝政府于1720年出兵入藏后至1912年清朝灭亡前清政府與西藏的關係史。自1720年代以来，清朝开始在西藏驻军，并设置驻藏大臣，到18世纪末清政府在西藏的权威达到顶峰。但由于清朝自鴉片戰爭、太平天國後開始衰落，清政府對藏的影響力從19世纪中至20世纪初逐渐削弱到無法行使權力，只有名義上的主權。1904年發生木龍年戰爭，1907年《英俄條約》承認清政府在西藏的宗主权，清政府便採取一連串措施試圖再加強對於西藏的控制，這些措施於1910年鍾穎率軍進入拉薩達到頂峰，直到1911年辛亥革命爆发后，才随着驻藏大臣和驻藏清军被驅离而结束。

## 背景

### 清朝兴起
清朝發源於东三省（滿洲），努爾哈赤與皇太極時期領有今中国东北地区、內蒙古地區與現屬俄羅斯的外滿洲地區。1644年多爾袞偕同順治帝率軍入關，隨後指揮清軍占領明朝領地，統一漢地，領有內地十八省。17世纪下半叶，準噶爾汗國的可汗噶爾丹與俄羅斯沙皇國友好，噶爾丹南征青海和碩特汗國，東征喀爾喀蒙古。而俄羅斯為了在遠東尋找出海口，向東移民侵略黑龍江上游。康熙帝先是於雅克薩戰役擊敗俄軍，與其劃定邊疆；之後率軍三征噶爾丹，協助喀爾喀蒙古收復其領土。喀爾喀蒙古其后併入清帝國，外蒙古地區正式歸清朝所有。

### 甘丹頗章政權成立，五世達賴喇嘛統治西藏（1642-1705）
1642年，固始汗攻占西藏，建立和碩特汗國，將西藏交給藏传佛教格鲁派的五世達賴喇嘛管理，史稱甘丹頗章政权。1653年4月，清朝政府正式授予五世达赖喇嘛金印、金册，承认他在西藏政治宗教上的地位。三藩之亂時，康熙帝與吳三桂都爭取五世達賴喇嘛的支持，達賴則保持中立。康熙帝致信達賴，希望西藏與蒙古軍攻雲南，為達賴拒絕。
1676年康熙十五年，受五世达赖推荐，第二任第巴陈列嘉错之侄桑结嘉错接替罗桑图道担任第巴。桑结辞以年轻为由，未接受，五世达赖乃为之专颁一道法旨，继续推荐。1679年，桑结嘉错就任，是为第五任第巴。
1682年，五世达赖过世（当时西藏与拉达克等开战），桑结嘉错匿不发丧，诡称达赖坐静闭关，秘不见人，从而继续以五世达赖名义号令西藏、蒙古。他与当时西藏军事首领，蒙古和硕特部的法王关系紧张，因此图谋驱逐和硕特部出藏。他结纳准噶尔部的噶尔丹，互相支持，又以达赖名义邀封于清朝。1694年，康熙帝封桑结嘉错为“掌瓦赤喇怛喇达赖喇嘛教弘宣佛法王”，他于是自称“土伯特国王”，以此与和硕特部的法王拉藏汗抗争，并支持噶尔丹入侵喀尔喀蒙古。1696年，清軍在昭莫多之战中大败準噶爾军。1697年，噶尔丹败亡，康熙帝严诏谴责桑结嘉错。桑结惧，加上不断受到西藏各势力的质疑，并且与准噶尔继任的策妄阿拉布坦对立，乃立仓央嘉措为六世达赖，并派遣密使赴京请封。1701年，和硕特汗国达赖汗朋素克去世，和硕特汗国最后一任可汗拉藏汗继承汗位，清朝康熙皇帝册封为翊法恭順汗。

### 和碩特汗國拉藏汗統治西藏（1705-1717）
1705年，拉藏汗進攻拉薩，罷免并诱杀第悉桑结嘉措。1706年6月28日，拉藏汗殺桑结嘉措后，更與康熙皇帝決定同時廢黜第六世達賴喇嘛倉央嘉措，重新选定阿旺伊西嘉措为六世达赖，得到康熙的册封。此舉激怒了拉薩的僧侶，他們在哲蚌寺齊集保護倉央嘉措。然而，當拉藏汗的部隊炮轟哲蚌寺時，為阻止喇嘛們的慘重傷亡，倉央嘉措選擇自願受縛。之後，押解至北京。按官方资料记载，倉央嘉措于同年11月15日北上途中死于青海湖附近公噶瑙尔。另一说，仓央嘉措在押解途中逃脱，曾现身藏东南，后前往藏南、拉萨、蒙古，并在蒙古阿拉善隐居直至1746年去世。1709年（清康熙四十八年），清朝廷派遣侍郎赫壽前往拉薩，辦理西藏事務。此為清代派遣大臣駐藏辦理政務之始，但僅為臨時派員，未成定制。1713年，清朝政府正式授予五世班禅喇嘛金印、金册，确定班禅和达赖的同等地位，“互为师”，谁大谁为师。

### 准噶爾汗國入侵西藏（1717-1720）
1716年（清康熙55年），准噶爾部派兵入侵西藏，攻打拉萨。1717年準噶爾汗國新可汗策妄阿拉布坦入侵青藏地區，滅和碩特汗國，並且佔領拉薩。清軍1718年由青海路出兵入藏攻打准噶尔军队，但被準軍擊敗，幾乎全軍覆沒，直到1720年由胤禵率清軍第二次出兵驅除准噶尔军成功。

## 清朝治藏歷史
清朝協助七世达赖入藏，以拉藏汗舊臣管理藏區，這是清朝正式經營青海、西藏地區之始。清政府从此在西藏驻军。雍正時期，平定青海親王羅卜藏丹津之亂後，雍正帝又在西寧與拉薩分置辦事大臣與駐藏大臣以控管青藏地區。

### 郡王攝政時期初設駐藏大臣（1720-1750）
1724年，清军击败准噶尔。1727年（雍正五年）正月，清世宗派遣内閣學士僧格、副都統馬喇駐拉薩，“與達賴喇嘛、康濟鼐、阿爾布巴等和衷辦事”，並設立駐藏大臣衙門。自此，清廷派駐藏大臣二員辦理西藏事務。
1739年（乾隆四年），晉封噶倫頗羅鼐為多羅郡王。1747年，頗羅鼐病故，其次子珠爾默特那木札勒襲封郡王。珠爾默特那木札勒“素不信奉達賴喇嘛，心懷仇隟”，表面上順從駐藏大臣，暗中聯絡蒙古準噶爾汗国，伺機起兵反抗。1749年，珠爾默特那木札勒攻殺其長兄“阿里公”珠爾默特策布登，控制了阿里。1750年，駐藏大臣傅清、拉布敦誘殺珠爾默特那木札勒，隨後為其黨羽卓呢爾（官名）羅卜藏札什所杀。隨後，清朝廷派四川總督策楞領兵入藏鎮壓。清政府驻藏大臣制度最终确立，成為定制，不再冊封噶倫為札薩克，防止權力集中於世俗貴族之手。

### 确立驻藏大臣制度達賴親政噶廈辦事（1751-1792）
1751年，清朝頒行策楞所奏的《西藏善後章程》十三條。章程規定，噶倫員額為四人，且必須于公所（噶廈）辦理政事。“查舊例噶隆會辦事件，原有噶沙之公所衙門。自頗羅鼐後，各噶隆竟不赴公所，俱於私宅辦事。……今噶隆業已照例補放，自應遵照舊例，遇有應辦事件，俱赴公所會辦。” 章程擴大了駐藏大臣的職權，並首次正式規定了達賴喇嘛的世俗權力，形成了駐藏大臣、達賴與班禪的僧官系統、噶廈俗官系統三者制衡的狀態；正式設立噶廈政府，駐地在拉薩大昭寺，長官為噶倫，秉承駐藏大臣、達賴喇嘛旨意辦事。
从清初到18世纪末清廷对西藏的控制呈逐步加强的趋势。乾隆皇帝当政时期，强大的六世班禅赴京觐见，为乾隆皇帝庆祝70大寿，由于拒绝接种，感染天花在承德去世，将随身携带的金苯巴瓶留在承德仿布达拉宫建造的普陀宗乘之庙。六世班禅曾是乾隆老师，乾隆赠送给了班禅喇嘛及其兄弟姊妹很多金子。但班禅喇嘛的驻锡地扎什伦布寺却没有给六世班禅的兄弟白教第十世夏玛巴他的那部分。当夏玛巴的杨巴千寺的管理员对此事抱怨时，扎什伦布寺答复说，金子全部都是属于扎什伦布寺的。第十世夏玛巴还遭到诽谤，说他为了重新得到他的寺院，策划谋反西藏政府。从而在西藏政府与夏玛巴相互仇视。1784年，夏玛巴撤离西藏去了邻国廓尔喀（今尼泊爾）。
1791年，廓爾喀因與西藏鹽稅銀錢纠纷與白教祖古夏瑪巴唆使，軍隊入侵西藏，意图抢掠遍布西藏各地的寺庙中的财富。當時，西藏政府請求滿清政府派兵支援。1792年，乾隆命清朝大将軍福康安同参赞大臣海兰察率领清兵支援当地藏兵，将廓爾喀軍隊驅返喜马拉雅山南麓，甚至还反攻至廓尔喀首都－陽布外二十公里的熱鎖橋，迫使廓尔喀向清朝五年朝贡一次。

### 驻藏大臣的權力加強（1793-1846）
驅逐廓爾喀軍隊之後，清政府以完善西藏行政為由，訂立了治理西藏的多項章程，要求以“金瓶掣簽”認定達賴喇嘛、班禪喇嘛和其他呼圖克圖的轉世。 《藏內善後章程》二十九条，大大加強了驻藏大臣的權力。1793年，上述章程的部分條款彙編成《钦定藏内善后章程》，並翻譯成藏文，详细规定西藏的宗教事務、外事、軍事、行政和司法权力，达赖、班禅转世程序，地方政权的组织结构，并正式划分西藏和青海、四川、新疆等省份的边界。此后西藏的政务基本依照此章程行事。

### 驻藏大臣的權力削弱（1846-1910）
1846年，驻藏大臣琦善就當時的種種弊端擬定《裁禁商上积弊章程》，奏准施行，其中放弃对商上财政的审核权、奏罢训练藏军成例，削弱了此后驻藏大臣的权力，《清史稿》等说使清朝丧失了对西藏的财权和兵权。
在1850年代，尼泊爾的拉納王朝入侵西藏，引发廓藏戰爭。因清政府全力應對太平天國，在驻藏大臣的参与下西藏和尼泊爾簽訂《藏尼条约》停戰。条约一开头藏人和尼泊尔人均表示“按歷來所載，禮敬中國皇帝，如前無異”。

### 英國影響與清廷回應（1888-1911）

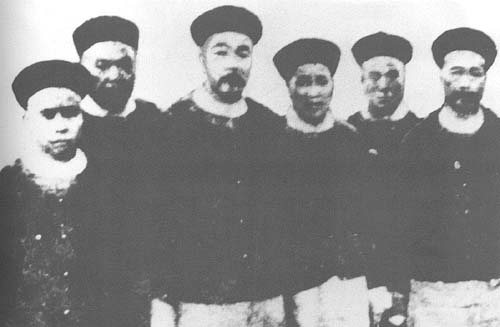
駐藏大臣有泰（左三）和他的幕僚

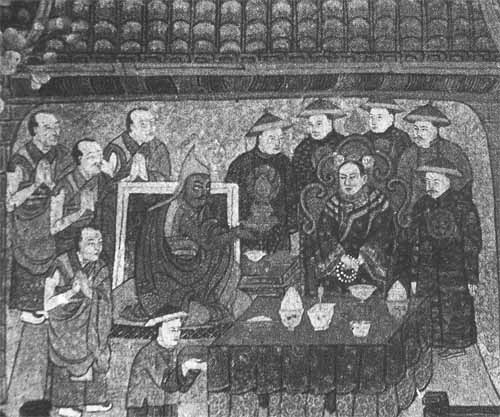
慈禧太后接見達賴喇嘛的畫像

1888年（光緒十四年），由於藏錫邊界糾紛引發隆吐山战役，藏軍戰敗。1890年3月17日，中英二國在印度的加爾各答簽訂《中英藏印條約》，中方代表是駐藏幫辦大臣升泰，英方代表是印度總督蘭斯敦。通過這個條約，清政府承認哲孟雄（錫金）是英國的保護國（之前錫金已為英國控制）。西藏由此失去藩籬，再無險可固；此外，條約劃定藏哲邊界，西藏上層對此條約非常反對，向駐藏大臣衙門上稟帖譴責升泰的作為。1893年12月5日，由于西藏政府拒絕履行藏印條約，在英國的壓力下，清政府派何長榮與英國代表艾爾弗雷德·沃利斯·保爾在印度大吉嶺簽訂《中英藏印續約》，其內容是：開放亞東為商埠，在五年內免納進出口稅；英人在該地享有領事裁判權；在哲孟雄遊牧的藏人應照英國在哲孟雄隨時立定遊牧章程辦理。自此，英國人最終打開西藏的大門。
1895年，第十三世達賴喇嘛阿旺·羅桑土登嘉措親政。由於清政府同英國簽訂了一系列有損西藏的條約，駐藏大臣在西藏的威信不斷受到考驗，西藏和清政府之間也逐漸疏遠。十三世達賴喇嘛首先對與涉外有瓜葛的人實行嚴厲懲治，凡查出確實與英人入侵有關的人或被處罰、或籍沒、或入獄、或梟首。再是派人推倒印度人在藏印邊界上豎立的界碑，對印度進口貨物依舊課什一稅。1903年7月18日，西藏邊境委員會在榮赫鵬率領下從錫金越界進入離邊界20英里的崗巴宗與清廷駐藏幫辦何光燮知府、代表十三世达赖的堪仲（秘书长）策墨林·阿旺羅桑丹貝堅贊、代本察绒·旺久杰布（其父曾負責《中英藏印條約》劃界）會面，榮赫鵬指責藏方沒有遵守《中英藏印條約》與《中英藏印續約》，要求談判邊界與通商問題，但是藏方要求使團先退回錫金才談判。:222-2231903年12月，由于对噶廈政府拒绝执行中英藏印條約不满，導致木龍年戰爭。1904年3月31日，英国军队和藏军交火，运用机枪和大炮杀了700多人。4月中旬，英军进入了江孜地区，面对江孜宗山坚固的防御工事，英军从印度调来了4000多名援军和8门大炮，以及大量先进的穿甲炮弹。6月，西藏政府發佈徵兵廣告以回擊英軍。剛接替裕鋼駐藏大臣之職的有泰此時仍舊主和，對藏軍進行多方約束和限制，向清政府提出「今欲折服其（西藏）心，非任其戰任其敗，終不能了局」。7月7日，英军攻陷江孜宗山，達賴喇嘛感到敗局已成，派人與英人談判，要求不得進入拉薩。由於和議未成，詹姆斯·麥克唐納舊率軍前進，七月底渡過雅魯藏布江。十三世达赖喇嘛於7月29日率親信途经青海逃往蒙古，臨走前指定甘丹赤巴策墨林·阿旺罗桑丹贝坚赞為代理攝政。8月3日，榮赫鵬佔領拉薩。達賴喇嘛的出走加之對西藏氣候的不適應，英軍不能在拉薩長駐。榮赫鵬找到駐藏大臣有泰，並拿出已經準備好的拉薩條約草案，要他令西藏代表進行談判。有泰上奏朝廷，說「達賴喇嘛兵敗潛逃，聲名狼藉」，請求褫革達賴喇嘛的封號，由班禪額爾德尼來拉薩掌理宗教事務。清政府於8月26日下令「將達賴喇嘛名號暫行革去，並著班禪額爾德尼暫攝」，但九世班禅曲吉尼玛（22岁）不接受。9月7日，统帅英军的上校荣赫鹏，與西藏哲蚌、色拉、甘丹三大寺的住持等人在拉萨签订了《拉萨条约》，代理攝政策墨林活佛在《拉薩條約》上蓋了達賴喇嘛的印章。有泰向清廷報告拉薩條約的內容，清政府決定和英國商談修改拉薩條約，賠款由清政府償還。条约送北京，清廷坚持不在该约上签字。清政府派唐绍仪、张荫棠等赴印度同英方谈判，唐绍仪坚持中国对西藏的主权不容侵犯。
1905年1月，外務部右侍郎唐紹儀率參贊張蔭棠、梁士詒奉命赴印加爾各答與英印政府談判修改條約事宜。英印派外交大臣費禮夏為全權代表同清廷代表談判。唐紹儀要求刪去條約中的第九條，堅持清廷對西藏擁有主權，但英人堅持只承認清廷對西藏的宗主權。當時宗主權與主權分別被譯為「上國」和「主國」，唐紹儀指出「查上國二字﹐英文系『蘇索倫梯』（Suzerainty，按今譯宗主權），譯言所管為屬國，而屬國自有治民之權，若自認為上國，則西藏等於韓、越、球、緬。主國二字，英文系『騷付倫梯』（Sovereignty，按今譯主權），譯言臣民推為極尊，歸其管轄，而各事可定者也。」雙方爭執不決，於是11月12日英方提出停止談判。1906年4月，英方再次恢復和清廷的談判。27日，清廷代表唐紹儀與英國代表薩道義簽訂《中英續訂藏印條約》，共六款，《拉薩條約》作為附約。條約第二款寫明「英國國家允不佔併藏境及不干涉西藏一切政治，中國國家亦允不准他外國干涉藏境及其一切内治」。這段時期西藏政局甚為紊亂。張蔭棠「領副都統」銜後，由清政府指派以駐藏幫辦大臣的身份進藏「查辦藏事」。張蔭棠入藏後，先向清政府彈劾有泰以及其他相關十餘名滿漢官員。再提出治藏建設十九條及西藏地方善後問題二十四款。11月29日，清廷下令革除有泰等人的職務。但「新政」建設未及實現，張蔭棠便被調離西藏前去印度商定《藏印通商章程》。
1907年6月，中英雙方談判關於藏印通商章程事宜。談判前，英方堅持要有權簽字的西藏官員參加會議。儘管張蔭棠認為英人「志與藏人直接，不欲我國干預」，「若一經承認直接交涉，西藏即成獨立國性質」，但勢弱之下同意西藏噶倫汪曲結布，攜帶噶廈議事簽字全權文憑赴會。1908年4月20日，中英雙方簽訂《中英修訂藏印通商章程》，共十五款。中方代表張蔭棠，英方代表韋禮敦代表各自政府在條約上簽字，「西藏大吏選派嘎布倫汪曲結布為掌權之員」後「秉承張大臣訓示，隨同商議」。
1910年2月，鐘穎統帥二千餘名川軍抵藏，加强清政府对西藏的统治。據民國元年（1912年）九月漢口《民國日報》及《民國公報》報道，該軍抵拉薩後，姦婬擄掠，無所不爲，藏人無不痛恨。出走內地的達賴喇嘛，開始駐錫青海塔爾寺，後聽德爾智之言前去外蒙古庫倫，受到俄國禮遇。為防備達賴喇嘛親俄，清政府同意恢復其名號，同時派蒙古王公前往宣慰，並準備送其回塔爾寺再則日返藏。時值拉薩條約的談判時期，英國反對達賴此時返藏。清廷最後令其移居五臺山。後清政府為給慈禧太后祝壽，召達賴喇嘛進京。達賴喇嘛抵京之後，請求今後有直接向中央奏事之權，以擺脫駐藏大臣的約束。但清政府拒絕了他的請求，僅加封他為「誠順贊化西天大自在佛」，並年給廩餼銀一萬兩。在見慈禧太后之時，達賴喇嘛被要求行跪拜之禮，使其朝見規格低於五世達賴和六世班禪。達賴喇嘛隨後返藏，約見幫辦大臣溫宗堯，希望其令川軍停止越軌行為。溫宗堯同意約束川軍不再騷擾百姓，不侵害達賴喇嘛固有地位。達賴喇嘛遂將在各地阻擊川軍的藏軍調回拉薩，並奏謝朝廷封賞，恢復對駐藏大臣的一切供應。但駐藏大臣聯豫對達成的意見多加指責，並拒絕在給達賴喇嘛的復信上簽字蓋章。是時，拉薩盛傳聯豫的衛隊向群眾開槍，達賴喇嘛感到形勢嚴峻，於2月12日夜在布達拉宮召開緊急會議，午夜後再次出走。2月21日，達賴喇嘛由亞東英商務處代理麥克唐納引至印度。聯豫反而奏報朝廷，再次褫奪了達賴喇嘛的名號和部分官員的官階品第。
与此同时，聯豫派協統鍾穎率駐藏新軍征討波密，但失败。聯豫遂起用左參贊羅長裿，又奏調川滇邊務大臣趙爾豐川軍助剿。趙爾豐部下傅嵩率軍攻佔波密，與羅長裿在易貢（今屬波密縣）會師。波密土王白馬策旺逃往墨脫。羅長裿率軍由多雄拉山口入墨脫，直抵崩崩山。趙爾豐部西軍中營幫帶劉贊廷引兵由金珠拉山口入墨脫。墨脫宗宗本（相當於縣長）道布（門巴人）設計誘殺了波密土王。二路清軍消滅了其餘波密頭領，並留兵駐守。在此期间钟颖军与赵尔丰军会师于查木多（昌都），后迅速推进到工部（今林芝专区首府八一镇附近），对整个工部和波密地区（昌都、林芝地区）进行改土归流，先后建立查木多、江达（工部）等十多个县，赵同时向南派兵，在察隅地区（今西藏自治区最东南，临中印边境东段之东，与印占瓦弄相邻），建立了察隅县。趙爾豐意欲於波密置縣，改土歸流，但不久武昌起義作，計劃擱淺。
1911年10月10日（宣统三年八月十九日、藏历第十五饶迥铁猪年），武昌起义爆发，辛亥革命开始，以孙中山为首的革命党人一度主张“驱逐鞑虏”，排斥满族，建立汉族内地十八行省的政权（后来孙中山发现此议欠妥，遂改为“五族共和”）。边疆非汉族地方产生动荡和骚乱，清朝建立的国家出现分崩离析的危险，尤其在尚未建省的蒙古和西藏等地纷纷出现分离倾向。驻西藏地方的清军军队是川军，成分很多是四川哥老会成员，武昌起义爆发的消息传播到西藏地区，駐拉薩清軍發生内訌。其中有拥护共和，有主张勤王，也有自行返回内地以自保。各派自相残杀，军饷也断绝了，清军在西藏地区开始大肆抢劫。清政府派驻的大臣联豫、钟颖等人只知道借机谋取私利，西藏地区极度混乱。部分官兵囚禁了末代駐藏大臣聯豫，更有士兵乘機鈔略百姓，攻擊寺院。拉薩陷入混亂狀態。1911年冬天，清四川总督赵尔丰在成都被革命党人尹昌衡斬首，局势剧变，西康地区也发生严重动乱。至1912年底清军及驻藏大臣全部撤出西藏，史称第一次驅漢事件。

## 延伸閱讀
- Tsepon Wangchuk Deden Shakabpa.  (PDF). BRILL. 2010  [2018-07-10]. ISBN 90-04-17732-9. （原始内容存档 (PDF)于2018-07-11）.
- 李铁铮. . 湖南人民出版社. 1986  [2018-07-10]. （原始内容存档于2021-05-15）.
- 《西藏地方是中國不可分割的一部分（史料選輯）》，西藏社會科學院，西藏人民出版社，1986，ISBN 7-223-00312-X
- 《元以來西藏地方與中央政府關係檔案史料彙編》，中國藏學研究中心等，中國藏學出版社，1994，ISBN 7-80057-181-5
- 《西藏社會歷史藏文檔案資料譯文集》，中國社會科學院民族研究所及西藏自治區檔案館，中國藏學出版社，1997，ISBN 7-80057-325-7
- 《西藏地方歷史資料選輯》，北京大學歷史系，生活·讀書·新知三聯書店，1963
- 《藏族史料集》，陳燮章、索文清、陳乃文，四川民族出版社，1983